# Centro di Musica Antica Pietà de' Turchini
Il Centro di Musica Antica Pietà de' Turchini è una fondazione con sede a Napoli nella Chiesa monumentale di Santa Caterina da Siena che ha lo scopo di svolgere attività di valorizzazione artistica e di ricerca del patrimonio musicale e teatrale napoletano dei secoli XVI-XVIII. Le sue attività principali sono: l'esecuzione pratica di musica antica; la didattica musicale; la ricerca musicologica e teatrale; l'attività editoriale.

## Storia

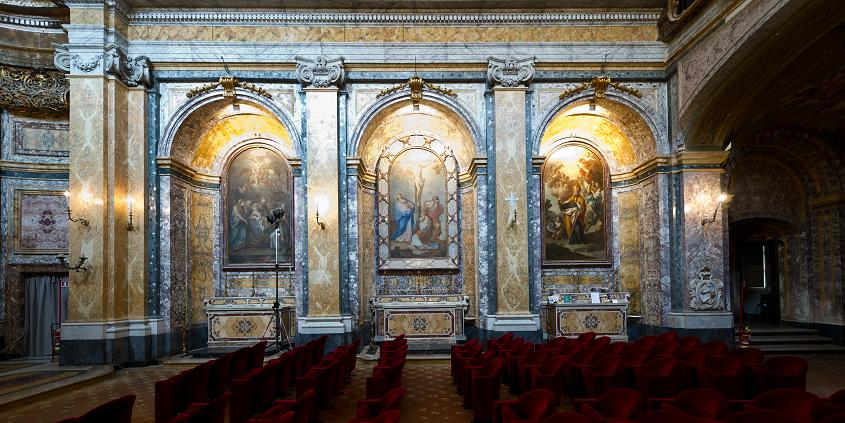
Chiesa di Santa Caterina da Siena, sede principale del Centro di Musica Antica Pietà de' Turchini.

Il Centro di Musica Antica Pietà de' Turchini viene costituito a Napoli il 7 marzo 1997 come associazione senza scopo di lucro, originariamente l'atto costitutivo del 1984 prevedeva la denominazione Cappella della Pietà de' Turchini - Centro di Musica Antica. Suoi soci fondatori sono la storica del teatro Mariafederica Castaldo, il giurista Marco Rossi, il musicista e direttore d'orchestra Antonio Florio e il musicologo Dinko Fabris. Agli ultimi due, in particolare, si deve il recupero storico e l'esecuzione moderna in Europa e nel mondo di numerose opere musicali del Seicento e del Settecento napoletano.
Sua sede storica è la chiesa di Santa Caterina da Siena che, eretta probabilmente da Don Giovanni D'Austria nel XVI secolo, diviene centro di aggregazione musicale e di esecuzioni concertistiche. Nel 2003 il Centro di Musica Antica inizia ad occuparsi anche di attività editoriale costituendo la Casa Editrice 'Turchini Edizioni'.
Nel 2010, esaurite le collaborazioni con Antonio Florio e il suo ensemble, il Centro diviene fondazione di diritto privato e costituisce due comitati: uno artistico ed uno scientifico. Nel dicembre 2012 al CMA Pietà de' Turchini viene assegnata una seconda sede dalla Curia di Napoli nell'ambito del Bando pubblicato per l'affidamento delle Chiese abbandonate: la Chiesa di San Rocco alla Riviera di Chiaia. L'apertura viene ufficializzata con l'esecuzione, ad opera dell'Ensemble giovanile del Centro dell'Oratorio Il zelo animato, ovvero Il gran profeta Elia di Francesco Mancini su libretto di Andrea Perrucci, per la direzione del M° Stefano Demicheli. Nello stesso anno Stefano Demicheli viene nominato direttore musicale del Centro, nonché direttore dell'ensemble orchestrale con strumenti antichi della Pietà de' Turchini: Talenti Vulcanici. Il Centro ha all’attivo collaborazioni stabili con altri ensembles (Dolce & Tempesta, Concerto de’ Cavalieri, Ensemble Daedalus, Ensemble Stile Galante), con cori (Coro della Pietà de' Turchini, Coro Exultate Deo  diretti dal M°Davide Troia) e con solisti (Fabio Bonizzoni, Stefano Demicheli, Marcello Di Lisa, Stefano Aresi e Emanuele Cardi). È stato riconosciuto Ente di Rilievo Culturale ex art. 6 della L.R. nº 7 della Regione Campania. È stato altresì riconosciuto quale Soggetto Stabile Concertistico ai sensi della L.R. n. 6 della Regione Campania.

## Premi
- Premio Franco Abbiati della critica musicale italiana: premio speciale per la stagione 1995/96 e 2022 Premio Speciale per i la creazione dell'ensemble giovanile Talenti Vulcanici

- Premio Efesto - Mediterraneo dell'Associazione Aziende Storiche Familiari Campane I Centenari.

## Casa Editrice 'Turchini Edizioni'
La Casa Editrice 'Turchini Edizioni', fondata nel 2003, si occupa di pubblicazioni di interesse teatrale e musicologico. L'elenco delle pubblicazioni comprende saggi e partiture:

### Saggi
- Francesco Cotticelli e Paologiovanni Maione, Il teatro allo specchio: il metateatro tra melodramma e prosa, Napoli, CMA Turchini Edizioni, 2012. ISBN 88-89491-03-5.
- Dinko Fabris e Paologiovanni Maione, Domenico Scarlatti musica e storia, Napoli, CMA Turchini Edizioni, 2010.
- Angela Fiore, Oltre le grate: percorsi storico-musicali al Conservatorio di Nostra Signora della Solitaria di Napoli, Napoli, CMA Turchini Edizioni, 2010. ISBN 978-88-89491-03-4.
- Francesco Cotticelli e Paologiovanni Maione, Storia della musica e dello spettacolo a Napoli. Il Settecento, Napoli, CMA Turchini Edizioni, 2009. ISBN 88-89491-02-7. Prefazione di Giorgio Napolitano[8]
- Marta Columbro e Paologiovanni Maione, La Cappella musicale del Tesoro di san Gennaro di Napoli tra Sei e Settecento, Napoli, CMA Turchini Edizioni, 2008. ISBN 978-88-89491-03-4.
- Francesco Cotticelli e Paologiovanni Maione, Le arti della scena e l'esotismo in età moderna, Napoli, CMA Turchini Edizioni, 2006. ISBN 88-89491-02-7.
- Dinko Fabris, La circolazione dell'opera veneziana del Seicento nel IV centenario della nascita di Francesco Cavalli, Napoli, CMA Turchini Edizioni, 2006. ISBN 88-89491-01-9.
- Alessandro Lattanzi e Paologiovanni Maione, Commedia dell'arte e spettacolo in musica tra Sei e Settecento, Napoli, CMA Turchini Edizioni, 2003. ISBN 88-88321-57-8.
- Francesco Cotticelli e Paologiovanni Maione, Fonti d'archivio per la storia della musica a Napoli dal XVI al XVIII secolo, Napoli, CMA Turchini Edizioni, 2001. ISBN 88-88321-10-1.

### Partiture
- Dinko Fabris e Antonio Florio, Francesco Provenzale: Opere Complete I, Dialogo (I) a 5 voci con violini per la passione (1686), Napoli, CMA Turchini Edizioni, 2005. ISBN 88-89491-00-0.
- Guido Olivieri, Giovanni Carlo Cailò: "Sonata a tre violini e organo", Napoli, CMA Turchini Edizioni, 2001. ISBN 88-87293-97-X.

Dischi
- Arias for Nicolino. Artista: Carlo Vistoli, Talenti Vulcanici, Stefano Demicheli. Data di uscita: 24 marzo 2017. Casa discografica: ARCANA
- The Fiery Genius. Artista: Ensemble Aurora. Data di uscita 9 giugno 2017. Casa discografica: ARCANA

## Network
Il Centro di Musica Antica Pietà de' Turchini fa parte di network europei per la divulgazione della cultura della musica antica:
- REMA, Réseau Européen de Musique Ancienne.
- EMW, European Mozart Ways.
- Federculture.
- MeD, Campania Sistema Musica e Danza - Campania.
- AGIS, Associazione Generale Italiana dello spettacolo.